# Sealy, Texas
Sealy là một thành phố thuộc quận Austin, tiểu bang Texas, Hoa Kỳ. Năm 2010, dân số của xã này là 6019 người.

## Dân số
- Dân số năm 2000: 5248 người.
- Dân số năm 2010: 6019 người.